# 白鷺駅
白鷺駅（しらさぎえき）は、大阪府堺市北区金岡町にある、南海電気鉄道高野線の駅。大阪府立大学の最寄駅。駅番号はNK60。

## 歴史
1949年（昭和24年）に臨時駅として中百舌鳥運動場前駅（相対式2面の仮設ホーム）が開設されたが、1958年（昭和33年）に廃止された。1963年（昭和38年）に公団（現・UR）白鷺団地が造成されたのに伴い、1964年（昭和39年）に中百舌鳥運動場前駅跡地とおおむね同じ位置に当駅が開業された。団地名と駅名はかつて沿線の田園に白鷺の群れが多く見られたことに由来する。南海電鉄初の橋上駅で、開業当時は下り線の待避線はなく島式2面3線だった。

### 年表
- 1964年（昭和39年）5月25日：中百舌鳥駅 - 初芝駅間に新設。
- 2012年（平成24年）4月1日：駅ナンバリングが導入され、使用を開始[3][4]。

## 駅構造
待避設備を備えた島式2面4線のホームを持つ橋上駅である。なんば方面の平日朝の通勤ラッシュ時などのときは各駅停車は4番線に待避し、急行などの通過待ちを行っていたが2017年8月26日のダイヤ改正により北野田駅接続に変更されたため、当駅での通過待ちはほとんどなくなった。ただし、早朝や昼間などは従来通り通過待ちをする。ホーム有効長は8両。大阪府立金岡高等学校の学生専用の臨時改札が設けられている。
2009年4月1日までにバリアフリー工事が終わり、エレベーターが稼動し始め、旅客案内サインも一新された。

### のりば
| のりば | 路線   | 方向 | 行先       |
| ------ | ------ | ---- | ---------- |
| 1・2   | 高野線 | 下り | 高野山方面 |
| 3・4   | 高野線 | 上り | なんば方面 |

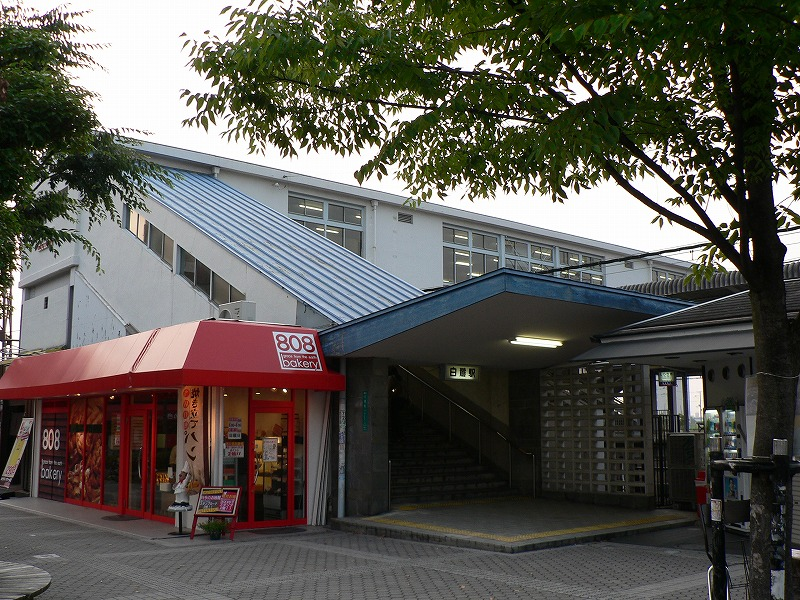
南出口
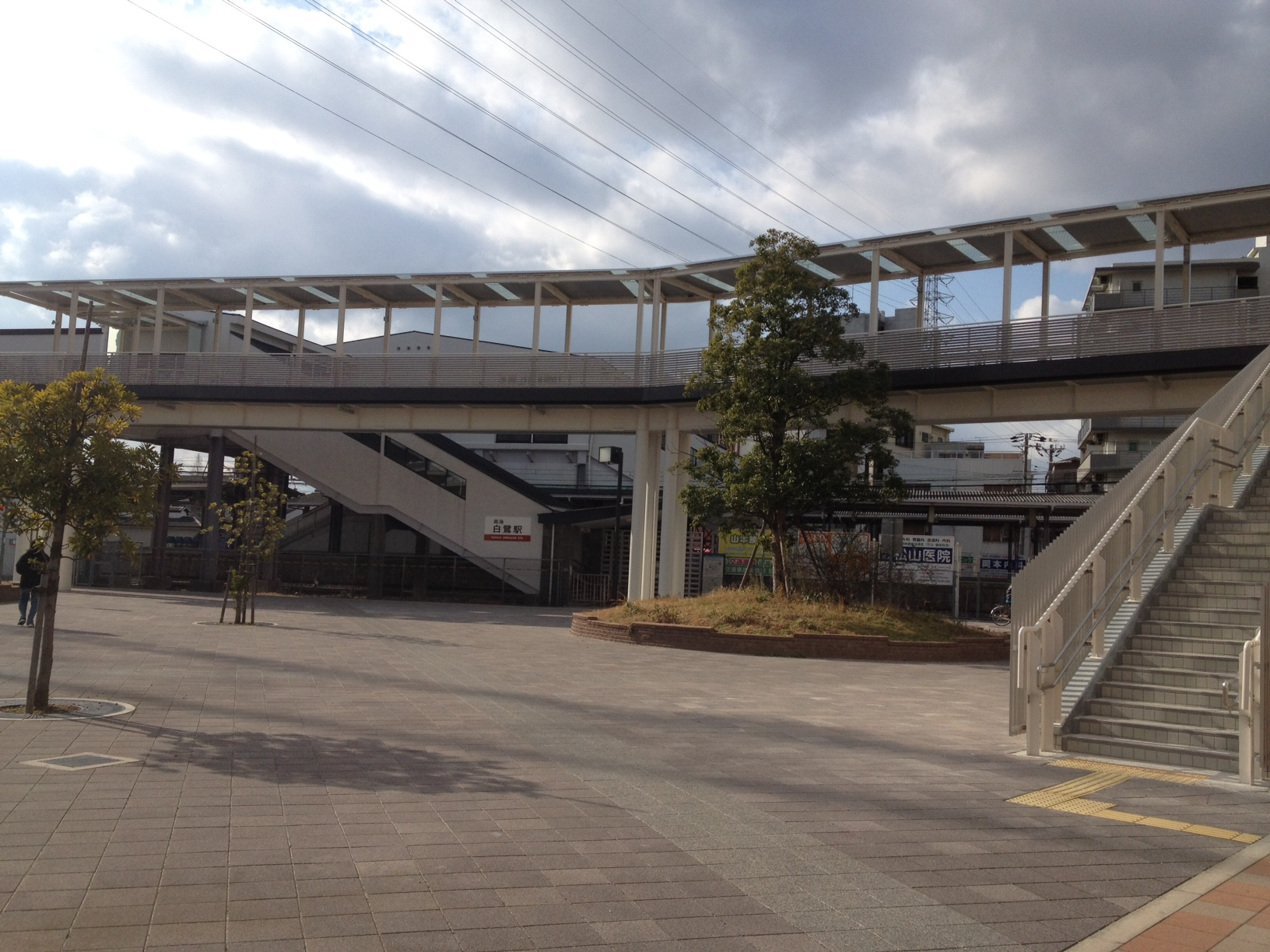
北出口ペデストリアンデッキ
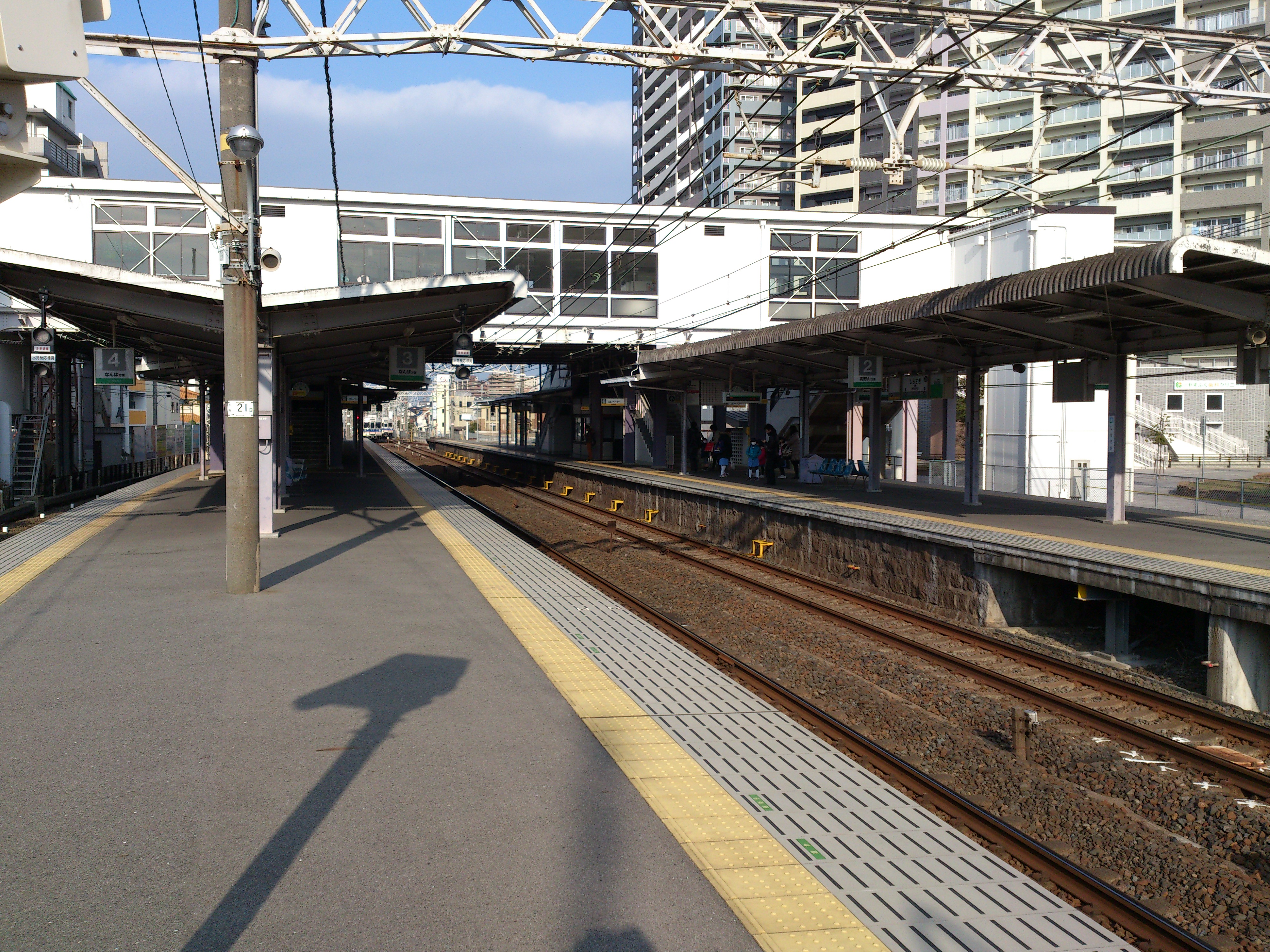
プラットホーム

## 利用状況
2023年（令和5年）度の1日平均乗降人員は10,097人で、南海の駅（100駅）では住之江駅に次いで27位。
各年度・年次の1日平均利用状況は下表の通り。
| 年度/年次          | 年度別   | 年度別 | 年度別 | 年次別   | 年次別   | 年次別   | 出典       | 出典          |
| 年度/年次          | 乗降人員 | 増減率 | 順位   | 乗車人員 | 降車人員 | 乗降人員 | 南海       | 大阪府        |
| ------------------ | -------- | ------ | ------ | -------- | -------- | -------- | ---------- | ------------- |
| 1990年（平成02年） |          |        |        | 7,824    | 7,726    | 15,550   |            | [ 大阪府 1 ]  |
| 1991年（平成03年） |          |        |        | 7,730    | 7,632    | 15,362   |            | [ 大阪府 2 ]  |
| 1992年（平成04年） |          |        |        | 7,263    | 7,175    | 14,438   |            | [ 大阪府 3 ]  |
| 1993年（平成05年） |          |        |        | 6,923    | 6,862    | 13,785   |            | [ 大阪府 4 ]  |
| 1994年（平成06年） |          |        |        | 6,544    | 6,543    | 13,087   |            | [ 大阪府 5 ]  |
| 1995年（平成07年） |          |        |        | 6,387    | 6,440    | 12,827   |            | [ 大阪府 6 ]  |
| 1996年（平成08年） |          |        |        | 6,160    | 6,258    | 12,418   |            | [ 大阪府 7 ]  |
| 1997年（平成09年） |          |        |        | 5,664    | 5,860    | 11,524   |            | [ 大阪府 8 ]  |
| 1998年（平成10年） |          |        |        | 5,421    | 5,678    | 11,099   |            | [ 大阪府 9 ]  |
| 1999年（平成11年） |          |        |        | 4,905    | 5,195    | 10,100   |            | [ 大阪府 10 ] |
| 2000年（平成12年） |          |        |        | 4,716    | 5,000    | 9,716    |            | [ 大阪府 11 ] |
| 2001年（平成13年） |          |        |        | 4,543    | 4,867    | 9,410    |            | [ 大阪府 12 ] |
| 2002年（平成14年） |          |        |        | 4,489    | 4,873    | 9,362    |            | [ 大阪府 13 ] |
| 2003年（平成15年） |          |        |        | 4,443    | 4,927    | 9,370    |            | [ 大阪府 14 ] |
| 2004年（平成16年） |          |        |        | 4,538    | 4,985    | 9,523    |            | [ 大阪府 15 ] |
| 2005年（平成17年） |          |        |        | 4,418    | 4,898    | 9,316    |            | [ 大阪府 16 ] |
| 2006年（平成18年） |          |        |        | 4,394    | 4,856    | 9,250    |            | [ 大阪府 17 ] |
| 2007年（平成19年） |          |        |        | 4,452    | 4,885    | 9,337    |            | [ 大阪府 18 ] |
| 2008年（平成20年） |          |        |        | 4,491    | 4,921    | 9,412    |            | [ 大阪府 19 ] |
| 2009年（平成21年） |          |        |        | 4,367    | 4,749    | 9,116    |            | [ 大阪府 20 ] |
| 2010年（平成22年） |          |        |        | 4,455    | 4,817    | 9,272    |            | [ 大阪府 21 ] |
| 2011年（平成23年） |          |        |        | 4,475    | 4,813    | 9,288    |            | [ 大阪府 22 ] |
| 2012年（平成24年） |          |        |        | 4,675    | 4,928    | 9,603    |            | [ 大阪府 23 ] |
| 2013年（平成25年） | 9,866    | 2.7%   | 27位   | 4,821    | 5,045    | 9,866    | [ 南海 1 ] | [ 大阪府 24 ] |
| 2014年（平成26年） | 9,846    | -0.2%  | 26位   | 4,834    | 5,013    | 9,847    | [ 南海 1 ] | [ 大阪府 25 ] |
| 2015年（平成27年） | 10,024   | 1.8%   | 26位   | 4,945    | 5,090    | 10,035   | [ 南海 1 ] | [ 大阪府 26 ] |
| 2016年（平成28年） | 10,129   | 1.0%   | 28位   | 5,003    | 5,126    | 10,129   | [ 南海 2 ] | [ 大阪府 27 ] |
| 2017年（平成29年） | 10,276   | 1.5%   | 28位   | 5,080    | 5,196    | 10,276   | [ 南海 3 ] | [ 大阪府 28 ] |
| 2018年（平成30年） | 10,524   | 2.4%   | 27位   | 5,251    | 5,273    | 10,524   | [ 南海 4 ] | [ 大阪府 29 ] |
| 2019年（令和元年） | 10,666   | 1.3%   | 27位   | 5,369    | 5,307    | 10,676   | [ 南海 5 ] | [ 大阪府 30 ] |
| 2020年（令和02年） | 8,369    | -21.5% | 26位   | 4,186    | 4,183    | 8,369    | [ 南海 6 ] | [ 大阪府 31 ] |
| 2021年（令和03年） | 8,672    | 3.6%   | 26位   | 4,330    | 4,342    | 8,672    | [ 南海 7 ] | [ 大阪府 32 ] |
| 2022年（令和04年） | 9,669    | 11.5%  | 26位   | 4,828    | 4,841    | 9,669    | [ 南海 8 ] | [ 大阪府 33 ] |
| 2023年（令和05年） | 10,097   | 4.4%   | 27位   |          |          |          | [ 南海 9 ] |               |

## 駅周辺

### 西口
ロータリーがあり、その周囲に店舗が並ぶ。
北西には旧中百舌鳥球場（南海ホークス二軍の本拠地であった）の跡地に建てられたマンション「グランシスフォート中百舌鳥」が、南東にはUR白鷺団地がある。
なお南西150mほどのところに南海泉北線が通っているが、駅はないうえ地下を走っているため見えない。
商業施設
- パスト 白鷺店
- ヤンシラ衣料洋品店
- バーガーシティ 白鷺駅前店

教育機関
- 大阪公立大学中百舌鳥キャンパス
- 大阪府立東百舌鳥高等学校
- 堺市立中百舌鳥中学校
- 堺市立東百舌鳥中学校
- 堺市立白鷺小学校
- 堺市立中百舌鳥小学校
- 堺市立東百舌鳥小学校
- 堺市立白鷺幼稚園
- 白鷺保育所
- 中百舌鳥保育園
- 東百舌鳥保育園

公園
- 白鷺公園（花菖蒲園）

### 東口
サンヴァリエ中百舌鳥（旧公団中百舌鳥団地）と2012年1月に竣工した「ビッグカーサ堺しらさぎ駅前」がある。
ダイキン工業堺製作所・コーナン（旧ダイエー中百舌鳥店）からの道路も完成した。
商業施設
- コーナン 中もず店
  - ダイエーグルメシティ
  - エグザス
  - ABC-MART
  - マックハウス
- スギ薬局 中百舌鳥店・堺白鷺店

教育機関
- 大阪府立金岡高等学校
- 堺市立金岡南中学校
- 堺市立金岡南小学校
- 堺市立八下西小学校
- がんば白鷺保育園

その他
- ダイキン工業堺製作所
- 堺白鷺東住宅

## バス路線
東口にある南海バス「白鷺駅前」から下記の路線が発着。ほかに東口400mほどの府道35号線上にある「金田新田」・「中もず団地前」両停留所からは初芝線33系統・中もず・平尾線153・153C系統が発着しこちらも利用可能。
- 15・15V系統（金岡線）：堺東駅前
  - 系統により経由地が若干異なる。
- 15C系統（金岡線）：三国ヶ丘駅前

## 隣の駅
南海電気鉄道
 高野線
■快速急行・■急行・■区間急行
通過
■準急・■各停
中百舌鳥駅 (NK59) - 白鷺駅 (NK60) - 初芝駅 (NK61)

### 記事本文